# Annie Veldhuijzen
Anna Hendrika (Annie) de Vries-Veldhuijzen (Hilversum, 21 juli 1925 – Heerenveen, 6 september 2012) was een Nederlands zwemster. Ze was gespecialiseerd in de vrije slag en was met name succesvol op de langeafstandswedstrijden.

## Biografie
Het talent van Veldhuijzen kwam in 1940 voor het eerst voor het grote publiek tot uiting op de nationale kampioenschappen. Hier werd zij derde op de 400 meter vrije slag. Maar haar echte doorbraak volgde een jaar later, toen ze in maart het Nederlandse record op de 300 meter wisselslag verbrak en in augustus haar prestatie op het NK van het jaar ervoor met één plek verbeterde. Ze had tussen 1941 en 1949 diverse zwemrecords in haar bezit: op de 400, 800, 1000 en 1500 meter vrije slag, en op de 400 meter rugslag.
Toen ze in 1941 voor het eerst een record op haar naam zette, bevond haar vader (een zeeman) zich in Engeland. Toevalligerwijs gebeurde dit ook nog eens op de trouwdag van haar ouders. Haar oom Anton was haar toen, naar eigen zeggen, enorm tot steun. Na de oorlog, toen haar vader terug was, verbrak ze in 1949 nogmaals het record op de 300 meter wisselslag. Nu wel in zijn bijzijn.
Haar beste prestaties behaalde ze in 1944: ze bemachtigde haar enige Nederlandse titels, op de 400 meter vrije slag en op de 100 meter rugslag. Met haar team van De Robben behaalde ze ook de zilveren medaille op de 4x100 meter vrije slag. Tevens zette ze in augustus een nationaal record neer op de 800 meter en de 1500 meter vrije slag. Deze tijden bleven respectievelijk negen en acht jaar staan. Eind jaren 40, begin jaren 50 focuste ze zich vooral op langeafstandswedstrijden in de open lucht, en won vaak.
Veldhuijzen was gehuwd en kreeg drie dochters. Haar uit Leeuwarden afkomstige echtgenoot Sjoerd de Vries leidde een zwembad in hun toenmalige woonplaats Rhenen, haar oudste dochter Fransje (geboren in 1945) was ook een talentvol zwemster.

## Erelijst
- Nederlands kampioen: 1944.